# Інститут агроекології і природокористування НААН України
Інститут агроекології і природокористування НААН України (англ. Institute of Agroecology and Environmental Management of the National Academy of Agrarian Sciences of Ukraine) — науково-дослідна установа, структурний підрозділ Національної академії аграрних наук України.

## Історія
Інститут було створено у 1992 р. з метою науково-методологічного забезпечення охорони, відтворення і раціонального використання природних ресурсів у сільськогосподарському виробництві згідно з розпорядженням Кабінету Міністрів України від 28.04.1992 р. № 247-p та постановою Президії УААН від 13.02.1992 р. на базі Українського філіалу Центрального науково-дослідного інституту агрохімічного обслуговування сільського господарства. Першим директором інституту був Созінов Олексій Олексійович.
Одним із вагомих здобутків Інституту стала розробка Концепції збалансованого розвитку агроекосистем в Україні на період до 2025 р., затверджена наказом Міністерства аграрної політики України від 20.08.2003 р. № 280 та постановою Президії УААН від 13.03.2003 р.).

## Основні напрями науково-дослідних робіт
1. Моніторинг ресурсів агросфери засобами дистанційного зондування (включає контроль за станом агроландшафтів, земельних, лісових і водних ресурсів, за процесами спустелення і деградації земель, прогноз виникнення стихійних лих, погіршення стану посівів, зниження продуктивності с.-г. культур;
2. Аагроекологічний моніторинг (методологічне забезпечення організації, проведення та аналізу результатів моніторингу стану природних ресурсів агросфери);
3. Екологічна оцінка систем землекористування, розробка рекомендацій щодо використання земель спеціального призначення (спеціальні сировинні зони, селітебні та заповідні території);
4. Методичне забезпечення заходів з попередження деградації і опустелювання земель, реабілітації сільськогосподарських угідь, забруднених внаслідок промислової діяльності;
5. Науково-методичне забезпечення екологічної безпеки сільськогосподарського виробництва, агротехнологій та якості сільськогосподарської продукції;
6. Дослідження з формування в агроекосистемах України стійкої лісової компоненти та оптимізації еколого-ландшафтної структури сільськогосподарських угідь з метою збалансованого розвитку агроекосистем, зменшення антропогенного впливу на лісові угруповання, зниження ризику виникнення катастрофічних явищ, відтворення продуктивного і захисного потенціалу сільськогосподарських угідь і лісових біогеоценозів;
7. Розроблення наукових основ оцінки та використання сировинних ресурсів України для виноробства;
8. Теоретичне та науково-практичне забезпечення раціонального використання і охорони біорізноманіття: розробка заходів зі збереження і відтворення лісових ресурсів України, збереження та збільшення кількості сортів рослин і штамів мікроорганізмів, зменшення негативного впливу сільськогосподарської діяльності на біологічні ресурси агросфери внаслідок застосування пестицидів, мінеральних добрив та обробітку ґрунту;
9. Методичне та науково-практичне забезпечення екологічно орієнтованої діяльності сільськогосподарських підприємств: розробка теоретико-методологічних основ та науково-практичних механізмів впровадження систем екологічного менеджменту та аудиту в аграрне виробництво України;
10. Еколого-економічна оцінка природних ресурсів агросфери з метою їх раціонального використання та охорони, дослідження зі створення комплексної методики оцінки впливу сільськогосподарської діяльності на стан ресурсів агросфери основних ґрунтово-кліматичних зон України;
11. Прогнозування екологічного стану водних об'єктів, оцінка впливу сільськогосподарської діяльності на стан поверхневих та ґрунтових вод, розробка науково-практичних заходів з поліпшення якості питної води у сільській місцевості, збереження малих річок, запобігання підтопленню сільськогосподарських територій;
12. Комплексна оцінка радіологічного стану сільськогосподарських земель України (міграція радіонуклідів за трофічними ланцюгами, оцінка ефективності агротехнологій для реабілітації забруднених радіонуклідами угідь, дозиметричний контроль сільського населення, що проживає на забруднених територіях);

## Послуги
— проводить спільні науково-дослідні роботи із зарубіжними партнерами з найактуальніших питань агроекології, природокористування, екотоксикології, мікробіології, вірусології та ін.;
— проводить агрохімічні, екотоксикологічні, радіологічні, мікробіологічні і вірусологічні обстеження продуктів харчування, продукції рослинництва і ґрунту;
виконує посередницькі роботи і послуги в галузі агроекології і раціонального природокористування;
— готує матеріали для екологічної експертизи, що відноситься до науково-технічної тематики інституту.

## Аспірантура та докторантура
Аспірантуру Інституту агроекології УААН відкрито у 1994 році, докторантуру — з 1995 р. Підготовка наукових кадрів вищої кваліфікації в аспірантурі ведеться за спеціальністю 03.00.16 — екологія (біологічні, сільськогосподарські науки). У 2005 році була відкрита разова аспірантура зі спеціальностей 05.18.07 — технологія продуктів бродіння та 08.00.06 — економіка природокористування та охорони навколишнього середовища (економічні науки). У 2006 році відкрито разову аспірантуру зі спеціальності 03.00.07 — мікробіологія (сільськогосподарські науки). Прийом до докторантури проводиться за спеціальністю 03.00.16 — екологія (біологічні, сільськогосподарські науки).
Станом на 01.05. 2008 рік аспірантуру закінчило 113 осіб, з них докторантуру — 19. 62 випускники аспірантури захистили дисертації на здобуття наукового ступеню кандидата наук, 16 — доктора наук.
На початок 2009 року в аспірантурі Інституту агроекології навчається 56 аспірантів, з них 26 з відривом від виробництва; 30 без відриву від виробництва, до аспірантури прикріплено 21 здобувач.

## Агроекологічний журнал
Засновниками «Агроекологічного журналу» є Інститут агроекології Української академії аграрних наук, Державний заклад «Державний екологічний інститут Міністерства охорони навколишнього природного середовища України» та Державний технологічний центр охорони родючості ґрунтів Міністерства аграрної політики України «Центрдержродючість».